# Brăduleț
Brăduleț, in passato Brătieni, è un comune della Romania di 1 918 abitanti, ubicato nel distretto di Argeș, nella regione storica della Muntenia.
Il comune è formato dall'unione di 9 villaggi: Alunisu, Brădetu, Brăduleț, Cosaci, Galesu, Piatra, Slămnești, Uleni, Ungureni.